# Misterele întunericului
Alone in the Dark este un film de acțiune de groază (coproducție între Canada, Germania și America) regizat de Uwe Boll și lansat în anul 2005. Este o adaptare a jocului video Alone in the Dark: The New Nightmare, al patrulea joc din seria Alone in the Dark.

## Prezentare
Detectivul Edward Carnby (jucat de Christian Slater) investighează moartea recentă a unui prieten, iar indiciile îl duc către "Shadow Island". Acolo va descoperi că anumite creaturi venerate de o cultură antică (Abskani) încearcă să reînvie și să preia din nou controlul asupra lumii. Cu timpul, forțele întunericului îl copleșesc pe Edward și acesta va începe să-și piardă încet mințile.

## Distribuție
- Christian Slater - Edward Carnby: crescut la un orfelinat iar experimente sunt făcute pe el când era copil, care îi oferă abilități psihice și fizice
- Dustyn Arthurs - Edward tânăr
- Tara Reid - Aline Cedrac, arheolog și îngrijitor de muzeu, prietena lui Edward care știe despre Abkani și cultura lor
- Stephen Dorff - comandantul Richard Burke, conducător al Biroului 713
- Frank C. Turner - Agent Fischer,șeful unității medicale a Biroului 713
- Matthew Walker - profesor Lionel Hudgens
- Will Sanderson - Agent Miles
- Mike Dopud - Agent Turner
- Francoise Yip - Agent Cheung
- Mark Acheson - căpitanul Chernick
- Darren Shahlavi - John Dillon
- Karin Konoval - Sora Clara, deținătoarea orfelinatului, convinsă de Hudgens să dea voie experimentării pe orfani
- Ed Anders - James Pinkerton
- Brendan Fletcher - șofer de taxi

## Critică
Filmul a fost criticat din pricina jocului slab al actorilor, având hibe în poveste (creaturile nu rezistă la lumină → mai târziu în oraș, pe lumină, se ivește o creatură), precum și din alte motive. Prin urmare, filmul are o reputație foarte proastă. Pe Rotten Tomatoes, acesta are un punctaj de 1%.
Publicul chestionat de CinemaScore a acordat filmului nota „F” pe o scară de la „A+” la „F”.